# Goodbye, Mr. Chips (roman)
Pour les articles homonymes, voir Goodbye, Mr. Chips.
Goodbye, Mr. Chips est un court roman de James Hilton, publié en 1934 en Angleterre et aux États-Unis.

## Contexte
L'histoire a été initialement publiée en 1933, en tant que supplément au British Weekly: a journal of social and christian progress, un journal évangélique. Il a pris de l'importance lorsqu'il a été réimprimé dans le numéro d'avril 1934 de The Atlantic. Le succès de cette publication a incité la maison d'édition Little, Brown and Company à publier le récit sous forme de livre en juin 1934. La Grande Dépression avait amené des risques commerciaux élevés pour la plupart des maisons d'édition et Little, Brown ne faisait pas exception. Ils ont prudemment publié une première édition, mais la demande a immédiatement été forte et Little, Brown a continué de réimprimer le livre en lots prudents pendant de nombreux mois, avec au moins deux réimpressions par mois.
La première édition britannique a été mise sous presse en octobre 1934 par Hodder & Stoughton (l'éditeur du British Weekly), qui avait observé le succès du livre aux États-Unis, et a publié un premier tirage beaucoup plus important. Il s'est vendu à 15 000 exemplaires le jour de la publication. Avec l'énorme audience de ce livre, James Hilton est devenu un auteur à succès,.

## Critique
- « Voici une preuve triomphante qu'un petit livre peut être un excellent livre. Mr Chips mérite une place dans la galerie des personnages anglais »[note 1], Howard Spring, The London evening Standard[4].

## Éditions en anglais
- Goodbye, Mr. Chips, New York, Little, Brown and Company, 1934
- Goodbye, Mr. Chips, Londres, Hodder & Stoughton, 1934

## Traduction en français
- Au revoir, Monsieur Chips, Paris, Hachette, 1940, traduit de l'anglais par Maurice Rémon, préface d'André Maurois, Paris, Hachette, 1940
- Goodbye, Mr. Chips, traduit de l'anglais par Maurice Rémon, préface d'André Maurois, Paris, Hachette, coll. « Idéal-Bibliothèque », 1977  (ISBN 2-01-003458-9)
- Goodbye, Mr. Chips, traduit de l'anglais par Maurice Rémon, préface d'André Maurois, Paris, 10/18, coll. « Domaine étranger », no 1942, 1988  (ISBN 2-264-01128-9)

## Adaptations

### Radio
Une adaptation de 50 minutes de James Hilton et Barbara Burnham a été diffusée sur le BBC National Program le 23 juillet 1936, avec Richard Goolden (en) dans le rôle titre et un casting qui comprenait Norman Shelley, Ronald Simpson (en), Lewis Shaw (en) et Hermione Hannen (en).
Une adaptation radiophonique du Lux Radio Theater (en) avec Laurence Olivier et Edna Best et présentée par Cecil B. DeMille a été diffusée le 20 novembre 1939.

### Théâtre
Barbara Burnham a adapté le livre pour une production scénique en trois actes, qui a été jouée pour la première fois au Shaftesbury Theatre (en) le 23 septembre 1938, avec Leslie Bankset Constance Cummings  . 
Une comédie musicale basée sur le roman original, mais utilisant la plupart de la partition vocale Leslie Bricusse du film de 1969, a été montée au Festival de Chichester et inaugurée le 11 août 1982. Le livret était de Roland Starke et la production était réalisée par Patrick Garland et Christopher Selbie, avec John Mills et Colette Gleeson.

### Cinéma
- Au revoir Mr. Chips (Goodbye, Mr. Chips), film britannique réalisé par Sam Wood, sorti en 1939.
- Goodbye, Mr. Chips, film américain réalisé par Herbert Ross, sorti en 1969.

### Télévision
En 1984 : série télévisée par la BBC avec Roy Marsden et Jill Meager (en) en six épisodes d'une demi-heure. De nombreuses scènes ont été tournées à Repton School (en), Derbyshire, afin de rester fidèle au film original.
En 2002 : adaptation par STV Productions (en) avec Martin Clunes (en), Victoria Hamilton, Henry Cavill, William Moseley, Oliver Rokison et Harry Lloyd.

### Parodies
Goodbye, Mr. Chips a été parodié dans les programmes des comédies anglaises Hale and Pace (en) (Piss Off, Mr. Chips) et Big Train.